# Sfincterul anal extern
Sfincterul anal extern sau sfincterul extern al anusului, mușchiul sfincter anal extern, mușchiul sfincter extern al anusului (Musculus sphincter ani externus) este un mușchi striat, cu contracție voluntară,  lat, de formă ovalară care înconjoară în formă de inel partea inferioară a canalului anal și anusul. Are forma unei benzi circulare formată din trei porțiuni: porțiunea subcutanată,  porțiunea superficială și porțiunea profundă. Sfincterul anal extern se află sub control nervos somatic și, prin urmare, sub control voluntar, conștient; inervația lui este dată de nervii rectali inferiori, ramuri din nervul rușinos (pudendal), format de fibre care provin din ramurile anterioare a  doua, a treia și a patra (S2-S4) ale nervilor spinali sacrați. În repaus sfincterul anal extern se află într-o stare de contracție tonică prelungită și asigură continența (reținerea) materiilor fecale și gazelor intestinale prin închiderea canalului anal. Relaxarea sfincterului anal extern permite expulsia materiilor fecale în cursul defecației. În traumatisme, leziuni ale măduvei spinării sau boli neurologice, dar mai ales în cursul parturiției (nașterii) pe cale naturală, are loc lezarea nervilor rușinoși care inervează sfincterul anal extern și ca urmare apariția incontinenței anale (incapacitatea de a reține fecalele în rect).